# Anna Świderkówna
Anna Świderkówna o Anna Świderek (Varsòvia, 5 de desembre de 1925 - 16 d'agost de 2008) va ser una historiadora de la literatura polonesa, filòloga clàssica, papiròloga, estudiosa de la Bíblia i traductora: professora de la Universitat de Varsòvia i propagadora del coneixement sobre l'antiguitat clàssica i la Bíblia, durant més de trenta anys, va dirigir la càtedra de Papirologia (més tard Departament de Papirologia) de la Universitat de Varsòvia.

## Biografia
Anna Świderkówna va néixer a Varsòvia el 5 de desembre de 1925. Els seu pare, Marian Świderek, era un científic especialitat en química. La mare, Halina (cognom de soltera, Borkowska), també treballava en l'àmbit de la química i la tecnologia; ella va dissenyar parcialment un aparell de raigs X que el 1939 es va presentar a l'Exposició Internacional de Nova York i que s'havia produït a la fàbrica d'aparells elèctrics Bracia Borkowscy, fundada per l'avi matern de Świderkówna.
Abans de l'esclat de la Segona Guerra Mundial ja es va interessar per la cultura antiga. Quan Polònia va ser invadida pels nazis, la família Świderek va marxar de Varsòvia abans que la ciutat fos assetjada i van refugiar-se a Lwów, però aquella part de Polònia va ser invadida per la Unió Soviètica i van tornar a Varsòvia. La ciutat estava controlada pels alemanys, que van detenir el seu pare i el van enviar la camp de concentració de Buchenwald, d'on va ser alliberat el 1943. Durant l'ocupació nazi les universitats i escoles superiors van ser clausurades i Świderkówna va haver d'anar a classe i estudiar de manera clandestina. Poc després d'obtenir el títol d'ensenyament superior, Swiderkówna va participar en la revolta de Varsòvia com a infermera en un hospital de l'Armia Krajowa. Va ser capturada i, amb la seva mare, va ser enviada a un camp de presoners de guerra a Alemanya, i alliberada el juny de 1945.
Després de la guerra, va estudiar filologia clàssica a la Facultat d'Humanitats de la Universitat de Varsòvia. Es va llicenciar el 1949. El 1946, el primer any d'estudi, va treballar a la Universitat de Varsòvia com a assistent de Jerzy Manteuffel, el primer papiròleg polonès i organitzador de la Càtedra de Papirologia de la Facultat d'Història de la Universitat de Varsòvia.
L'any 1947 va tenir l'oportunitat de viatjar als Estats Units acompanyant el seu pare i a Nova York va poder visitar el papiròleg William L. Westermann. La seva tesi doctoral, que va defensar el 1951, versava sobre la poesia de Cal·límac.
El 1957 va obtenir una beca del govern francès a l'Institut de Papirologia de La Sorbona de París. El 1959, Świderkówna va passar nou mesos a Egipte treballant amb papirs al Museu Grecoromà d'Alexandria per al Centre Polonès d'Arqueologia Mediterrània, una institució que depenia de la Universitat de Varsòvia estava a El Cairo. El 1962 passà a ser cap del departament de papirologia de la Universitat de Varsòvia, càrrec que va ocupar fins a 1991. El 1968 fou nomenada professora associada i el 1986 professora titular. El 1997 es va retirar. Va representar Polònia moltes vegades en congressos i simposis internacionals dedicats a la història de la literatura i la cultura antigues.
El 1964 va publicar, amb Mariangela Vandoni, Papyrus grecs du Musée Gréco-Romain d'Alexandrie. Va publicar diversos llibres en polonès sobre temes històrics per al gran públic, com ara Kiedy piaski egipskie przemówiły po grecku (Quan les arenes egípcies parlaven en grec, 1959), Historie nieznane historii (Històries desconegudes de la història) (1962), Hellenika. Wizerunek epoki od Aleksandra do Augusta ("Hel·lènica. L'edat d'Alexandre a August", 1974) i Siedem Kleopatr (Set Cleòpatres, 1978). Una part dels seus escrits han estat traduïts al txec i a l'hongarès. Va ser editora del Słownik pisarzy antycznych (Diccionari d'escriptors antics) i va publicar articles en diverses revistes, entre les quals Tygodnik Powszechny i Gazeta Wyborcza.
Va traduir al polonès moltes obres en llatí i grec, entre les quals la poesia de Catul i Teòcrit, Fedra de Sèneca, els escrits dels pares apostòlics o els evangelis de Mateu i Marc. També va traduir al polonès l'obra A History of Greece to 322 B.C. de N. G. L. Hammond.
El 1978 es va incorporar a l'Orde de Sant Benet a Żarnowiec. Tot i això, no va ser acceptada com a monja i va abandonar el convent. Va escriure diversos llibres sobre la Bíblia, inclosa una sèrie titulada Rozmowy o Biblii (Converses sobre la Bíblia, 1994-2006).
El 2007 va rebre el premi literari atorgat pel PEN Club Internacional polonès.
Anna Świderkówna mai no es va casar. Va morir a Varsòvia als 82 anys, el 16 d'agost de 2008. Va ser enterrada al cementiri de Powązki, on també estaven enterrats els seus pares.
Fou guardonada pòstumament amb la Creu d'Oficial de l'Orde Polònia Restituta.